# Orihuela del Tremedal
Orihuela del Tremedal è un comune spagnolo di 604 abitanti situato nella comunità autonoma dell'Aragona.